# ۱۰۰۴ (خورشیدی)
۱۰۰۴ هزار و چهارمین سال هجری خورشیدی است.

## رویدادها
- آبان - نبرد بغداد